# Kavče
Kavče je naselje u slovenskoj Općini Velenju. Kavče se nalazi u pokrajini Štajerskoj i statističkoj regiji Savinjskoj. 

## Stanovništvo
Prema popisu stanovništva iz 2002. godine naselje je imalo 447 stanovnika.